# Județ de Dolj
Pour les articles homonymes, voir Dolj.
Dolj est un județ du Sud-Ouest de la Roumanie, en Olténie, frontalier de la Bulgarie.
Son chef-lieu est Craiova.

## Limites
le județ de Dolj est limité par le județ de Mehedinți à l'ouest, le județ de Gorj et le județ de Vâlcea au nord, le județ d'Olt à l'est et la Bulgarie au sud, le long du Danube.

## Population
La population du județ est très majoritairement roumaine (95 %), avec une petite communauté de Roms (5 %).
| 1930    | 1948    | 1956    | 1966    | 1977    | 1992    | 2002    | 2007    | 2011    |
| ------- | ------- | ------- | ------- | ------- | ------- | ------- | ------- | ------- |
| 533 872 | 615 301 | 642 028 | 691 116 | 750 328 | 762 142 | 734 231 | 712 187 | 660 544 |

## Liste des municipalités, villes et communes

### Municipalités
(population en 2011)
- Craiova (269 506)
- Băilești (17 437)
- Calafat (17 336)

### Villes
(population en 2011)
- Filiași (16 900)
- Dăbuleni (12 182)
- Segarcea (7 019)
- Bechet (3 957)

### Communes
- Afumați
- Almăj
- Amărăștii de Jos
- Amărăștii de Sus
- Apele Vii
- Argetoaia
- Bârca
- Bistreț
- Botoșești-Paia
- Brabova
- Braloștița
- Bratovoești
- Brădești
- Breasta
- Bucovăț
- Bulzești
- Calopăr
- Caraula
- Carpen
- Castranova
- Catane
- Călărași
- Cârcea
- Cârna
- Celaru
- Cerăt
- Cernătești
- Cetate
- Cioroiași
- Ciupercenii Noi
- Coșoveni
- Coțofenii din Dos
- Coțofenii din Față
- Daneți
- Desa
- Dioști
- Dobrești
- Dobrotești
- Drăgotești
- Drănic
- Fărcaș
- Galicea Mare
- Galiciuica
- Gângiova
- Ghercești
- Ghidici
- Ghindeni
- Gighera
- Giubega
- Giurgița
- Gogoșu
- Goicea
- Goiești
- Grecești
- Ișalnița
- Izvoare
- Întorsura
- Leu
- Lipovu
- Maglavit
- Malu Mare
- Măceșu de Jos
- Măceșu de Sus
- Mârșani
- Melinești
- Mischii
- Moțăței
- Murgași
- Negoi
- Orodel
- Ostroveni
- Perișor
- Pielești
- Piscu Vechi
- Plenița
- Pleșoi
- Podari
- Poiana Mare
- Predești
- Radovan
- Rast
- Robănești
- Rojiște
- Sadova
- Sălcuța
- Scăești
- Seaca de Câmp
- Seaca de Pădure
- Secu
- Siliștea Crucii
- Sopot
- Șimnicu de Sus
- Tălpaș
- Teasc
- Terpezița
- Teslui
- Tuglui
- Unirea
- Urzicuța
- Valea Stanciului
- Vârtop
- Vârvoru de Jos
- Vela
- Verbița

## Historique
Le județ du Dolj (ou « bas-Jiu ») figure dès le XVe siècle sur les anciennes cartes de la Valachie (une des deux Principautés danubiennes). Il fut une subdivision administrative de la Valachie de 1330 à 1859, de la Principauté de Roumanie de 1859 à 1881, du Royaume de Roumanie de 1881 à 1948, puis de la République « populaire » roumaine de 1949 à 1952. Entre 1952 et 1975 le județ cessa d'exister, le régime communiste ayant remplacé les județe par des régions plus grandes. En 1975, le județ est rétabli dans ses limites actuelles (très proches des précédentes) par la République socialiste de Roumanie (1968 à 1989), et c'est, depuis 1990, une subdivision territoriale de la Roumanie. Comme toute la Roumanie, le territoire du județ du Dolj a subi les régimes dictatoriaux carliste, fasciste et communiste de février 1938 à décembre 1989, mais connaît à nouveau la démocratie depuis 1990. Initialement il était gouverné par un jude (à la fois préfet et juge suprême) nommé par les hospodars de Valachie, puis par un prefect choisi par le premier ministre et nommé par le roi jusqu'en 1947, puis par le secrétaire général județean (départemental) de la section locale du Parti communiste roumain, choisi par le Comité central, et enfin, depuis 1990, à nouveau par un prefect assisté d'un président du conseil județean (départemental) élu par les conseillers, eux-mêmes élus par les électeurs.

## Géographie
Le județ de Dolj se situe dans la partie occidentale de la plaine valaque qui longe la rive nord du bas-Danube, limite méridionale du județ. Le județ est bordé à l'ouest par celui de Mehedinți, au nord par ceux du Gorj et de Vâlcea, à l'est par celui d'Olt.

## Politique
| Parti | Parti                           | Sièges |
| ----- | ------------------------------- | ------ |
|       | Alliance PSD-ALDE (PSD-ALDE)    | 16     |
|       | Parti national libéral (PNL)    | 13     |
|       | Pro Romania (PRO)               | 3      |
|       | Parti Mouvement populaire (PMP) | 2      |
|       | Parti écologiste roumain (PER)  | 2      |

## Tourisme
- Sahara d'Olténie